# Simon Zahner
Simon Zahner (Bubikon, 8 maart 1983) is een Zwitsers voormalig veldrijder en wielrenner. 

## Biografie
Zahner begon zijn carrière als veldrijder. Begin 2004 werd hij nationaal kampioen bij de beloften. Een goed jaar later werd hij in diezelfde categorie derde tijdens de wereldkampioenschappen. Als elite stond hij zeven keer op het podium van het NK. De nationale tittel winnen lukte echter nooit. 
Op de weg stond Zahner bekend als een goede tijdrijder. Hij stond tweemaal op het podium van het Zwitserse kampioenschap. In 2006 werd hij derde, in 2007 tweede. In 2010 eindigde hij tijdens de wegwedstrijd van het Zwitserse kampioenschap als tweede, op 21 seconden van Martin Elmiger. In de wielerseizoenen 2010 en 2011 lag hij onder contract bij het BMC Racing Team. 
Na het Wereldkampioenschap veldrijden 2020 zette hij een punt achter zijn carrière.

## Palmares

### Veldrijden
Overwinningen
| Categorie                                 | Seizoen   | Wereldbeker | WK  | EK     | ZK                          | Overige | Totaal aantal zeges |  |
| ----------------------------------------- | --------- | ----------- | --- | ------ | --------------------------- | ------- | ------------------- |  |
| Junioren                                  | 2000-2001 |             | 10e | NVT    | Zilver                      |         | 0                   |  |
| Junioren                                  | Totaal    | 0           | 0   | 0      | 0                           | 0       | 0                   |  |
| Beloften                                  | 2001-2002 |             | 19e | NVT    |                             |         | 0                   |  |
| Beloften                                  | 2002-2003 |             | 12e | NVT    | Zilver                      |         | 0                   |  |
| Beloften                                  | 2003-2004 |             | 16e | 4e     | Goud                        |         | 1                   |  |
| Beloften                                  | 2004-2005 | Nommay      | ↑   | 7e     | Zilver                      |         | 1                   |  |
| Beloften                                  | Totaal    | 1           | 0   | 0      | 1                           | 0       | 2                   |  |
| Elite                                     |           |             |     |        |                             |         |                     |  |
| 2005-2006                                 |           | 38e         | NVT | Brons  |                             | 0       |                     |  |
| 2006-2007                                 |           | 21e         | NVT | Zilver | Rennaz, Dübendorf           | 2       |                     |  |
| 2007-2008                                 |           | 16e         | NVT |        | Fehraltorf, Aigle, Rennaz   | 3       |                     |  |
| 2008-2009                                 |           | 8e          | NVT | Zilver | Magstadt, Meilen, Dübendorf | 3       |                     |  |
| geen deelnames in 2009-2010 en 2010-2011. |           |             |     |        |                             |         |                     |  |
| 2011-2012                                 |           | 10e         | NVT | Zilver |                             | 0       |                     |  |
| 2012-2013                                 |           | 13e         | NVT | Zilver | Frankfurt                   | 1       |                     |  |
| 2013-2014                                 |           | 28e         | NVT | Brons  |                             | 0       |                     |  |
| 2014-2015                                 |           | 16e         | NVT | 5e     |                             | 0       |                     |  |
| 2015-2016                                 |           | 24e         | 16e | 6e     |                             | 0       |                     |  |
| 2016-2017                                 |           | 9e          | 19e | 9e     |                             | 0       |                     |  |
| 2017-2018                                 |           | 21e         | 17e | Zilver |                             | 0       |                     |  |
| 2018-2019                                 |           | 22e         | 28e | 4e     |                             | 0       |                     |  |
| 2019-2020                                 |           | 21e         | 18e | 6e     |                             | 0       |                     |  |
|                                           |           |             |     |        |                             |         |                     |  |
| Totaal                                    | 0         | 0           | 0   | 0      | 9                           | 9       |                     |  |

Resultatentabel
| Seizoen                                   | Aantal zeges      | Regenboogtrui | Europese kampioenentrui | Zwitserse kampioenstrui | WB  | SP  | DVV | EKZ    | UCI |
| ----------------------------------------- | ----------------- | ------------- | ----------------------- | ----------------------- | --- | --- | --- | ------ | --- |
| 2005–2006                                 | 0 overwinning(en) | 38e           | NVT                     | Brons                   | NVT | -   | 43e | NVT    | 22e |
| 2006–2007                                 | 2 overwinning(en) | 21e           | NVT                     | Zilver                  | NVT | -   | 33e | NVT    | 15e |
| 2007–2008                                 | 3 overwinning(en) | 16e           | NVT                     |                         | NVT | -   | 36e | NVT    | 23e |
| 2008–2009                                 | 3 overwinning(en) | 8e            | NVT                     | Zilver                  | 20e | -   | -   | NVT    | 19e |
| geen deelnames in 2009-2010 en 2010-2011. |                   |               |                         |                         |     |     |     |        |     |
| 2011–2012                                 | 0 overwinning(en) | 10e           | NVT                     | Zilver                  | 13e | -   | 39e | NVT    | 17e |
| 2012–2013                                 | 1 overwinning(en) | 13e           | NVT                     | Zilver                  | 10e | 25e | 24e | NVT    | 16e |
| 2013–2014                                 | 0 overwinning(en) | 28e           | NVT                     | Brons                   | 26e | -   | -   | NVT    | 28e |
| 2014–2015                                 | 0 overwinning(en) | 16e           | NVT                     | 5e                      | 34e | -   | -   | ↑      | 30e |
| 2015–2016                                 | 0 overwinning(en) | 24e           | 16e                     | 6e                      | 25e | -   | -   | ↑      | 28e |
| 2016–2017                                 | 0 overwinning(en) | 9e            | 19e                     | 9e                      | 21e | -   | -   | 5e     | 23e |
| 2017–2018                                 | 0 overwinning(en) | 21e           | 17e                     | Zilver                  | 33e | -   | -   | Zilver | 32e |
| 2018–2019                                 | 0 overwinning(en) | 22e           | 28e                     | 4e                      | 38e | -   | -   | 9e     | 61e |
| 2019–2020                                 | 0 overwinning(en) | 21e           | 18e                     | 6e                      | 35e | -   | 67e | 9e     | 44e |
| Totaal                                    | 9 overwinningen   | 0             | 0                       | 0                       | 0   | 0   | 0   | 0      | 0   |

### Wegwielrennen
Palmares
2006
 Zwitsers kampioenschap, tijdrijden
2007
 Zwitsers kampioenschap, tijdrijden
2009 - 3 zeges
- 2e etappe Flèche du Sud
- Eindklassement Flèche du Sud
- Eindklassement Ronde van de Elzas

2010
 Zwitsers kampioenschap, wegwedstrijd
2013 - 1 zege
4e etappe Ronde van de Elzas
Resultaten in voornaamste wegwedstrijden
| Jaar | Ronde van Italië | Ronde van Frankrijk | Ronde van Spanje |
| ---- | ---------------- | ------------------- | ---------------- |
| 2010 |                  |                     |                  |
| 2011 | 131e             |                     |                  |

| Jaar | Gent-Wevelgem | Parijs-Roubaix | Amstel Gold Race | Luik-Bast.‑Luik | Cyclassics Hamburg |
| ---- | ------------- | -------------- | ---------------- | --------------- | ------------------ |
| 2010 |               |                | opgave           | opgave          | 91e                |
| 2011 | 97e           | 96e            | 123e             |                 | 52e                |

Ballan ·
Barton · 
Beyer ·
Bookwalter · 
Burghardt ·
Butler ·
Evans  ·
Frank · 
Frei (tot 31/05) · 
Hincapie ·
House ·
Kohler ·
Kristoff ·
Kroon ·
Louder ·
Moos ·
Morabito ·
Murphy ·
Nydam ·
Santambrogio ·
Schär ·
Stalder ·
Stewart ·
Wyss ·
Zahner
Ballan ·
Barton · 
Beyer ·
Bookwalter · 
Burghardt ·
Butler ·
Eijssen · 
Evans ·
Frank · 
Hincapie ·
Kohler ·
Kristoff ·
Kroon ·
Louder ·
Moinard ·
Morabito ·
Murphy ·
Phinney ·
Quinziato ·
Roe ·         
Santambrogio ·
Santaromita ·
Schär ·
Tschopp ·
Van Avermaet ·
Wyss ·
Zahner